# Papuakonflikt
Der Papuakonflikt ist ein Konflikt in Westpapua in Indonesien. Seitdem Westpapua 1963 von Indonesien militärisch besetzt wurde, führt die Organisasi Papua Merdeka (OPM) einen Kampf geringer Intensität.
Die Morgensternflagge und friedliche Proteste für die Unabhängigkeit Westpapuas sind illegal und werden unterdrückt. Das Gebiet ist rohstoffreich, was den Konflikt fördert.

## Militärische Dimension
Der Konflikt hält bis heute in mehreren Provinzen der Region an. Die Free Papua Movement und das National Committee for West Papua werden vonseiten der Regierung des Staates Papua-Neuguinea aus dem Ostteil der Insel und aus Australien diplomatisch unterstützt. Eine weitere wichtige Unabhängigkeitsbewegung ist der Papua-Rat (PDP), dessen Vorsitzender Theys Hiyo Eluay am 10. November 2001 von den Kopassus-Einheiten, Spezialkräften des indonesischen Heeres, verschleppt und getötet wurde. Seit 2008 gibt es auch die International Parliamentarians for West Papua.
Insgesamt sind 60.000 (Stand: 2009) indonesische Streitkräfte in Westpapua stationiert. Der regionale Kommandeur der indonesischen Streitkräfte, Mahidin Simbolon, geht zum Teil mit äußerster Brutalität gegen die einheimische Urbevölkerung der Papua vor. So starb der Anführer der Westpapuabewegung, Kelly Kwalik 2009. Sein Nachfolger ist seither Goliath Tabuni.
Bislang sind aufgrund der Konfliktsituation 10.000 Einheimische ausgewandert, während durch die zentrale Transmigrasi-Politik zahlreiche muslimische Indonesier aus anderen Inseln einwanderten. Insgesamt starben zwischen 74.000 und 100.000 Menschen aufgrund des Konflikts. Andere Angaben sprechen von 150.000 getöteten Papua allein zwischen 1963 und 1983.

## Chronik
- 1963: West-Neuguinea wird von Indonesien besetzt, viele Papua vertrieben. Die OPM wird gegründet.
- Januar 1997: 26 Menschen werden im Dorf Mapunduma als Geiseln genommen, zwei indonesische Geiseln werden während der Befreiungsaktion getötet.
- 3. Dezember 2000: Der schweizerische Journalist Oswald Iten wird von der indonesischen Polizei wegen Fotografierens eines Zusammenstoßes zwischen Separatisten und Sicherheitskräften verhaftet.[20] Er berichtet später von exzessiven Menschenrechtsverletzungen, die er im indonesischen Gefängnis mitbekommen hat.[21]
- 11. November 2001: Der entführte papuanische Unabhängigkeitsanführer Theys Eluay wird in seinem Auto außerhalb von Jayapura ermordet aufgefunden.[22]
- 31. August 2002: Rebellen greifen eine Gruppe amerikanischer Professoren an, drei werden getötet und zwölf weitere verwundet. Die Polizei beschuldigt die OPM, dafür verantwortlich zu sein.[23]
- 1. Dezember 2003: Eine Gruppe von 500 Menschen hisst die separatistische Flagge, mehrere andere Aktionen finden statt. 42 Menschen werden verhaftet.
- 15. Oktober 2004: Papuanische Rebellen töten sechs Zivilisten in einem Angriff in Puncak Jaya.[24]
- 16. März 2006: Drei Polizisten und ein Flieger werden bei einem Zusammenstoß getötet.[25]
- 8. August 2008: Ein Mitglied der Polizei stirbt, nachdem die Polizei das Feuer eröffnet hat, um die Randale in Wamena zu beenden.[26]
- 12. September 2008: Zwei Bomben explodieren auf der Straße zur Grasberg-Mine, wofür die Polizei Papua-Separatisten verantwortlich macht.[27]
- 29. Januar 2009: Mindestens fünf Papua werden durch von der Polizei abgegebene Schüsse bei einer Demonstration verwundet.[28]
- 14. März 2009: Ein indonesischer Soldat wird während einer Attacke in Tingginambut getötet. Die OPM wird dafür verantwortlich gemacht.[29]
- 8. April 2009: Mehrere Bomben explodieren in der Nähe einer Brücke zwischen Papua-Neuguinea und West-Papua. Bei einer Explosion in einer Raffinerie auf der Insel Biak kommt ein Mensch ums Leben. Allerdings wird hier ein Unfall nicht ausgeschlossen.[30]
- 9. April 2009: Ein Bombenanschlag in Jayapura tötet fünf Menschen und verletzt mehrere schwer.[31] Währenddessen greifen etwa 100 Kämpfer einen Polizeiposten mit Benzinbomben und Pfeil und Bogen an. Die Polizei eröffnet ihrerseits das Feuer, tötet einen der Angreifer und verletzt vier weitere.[32]
- 11.–12. April 2009: Bei Zusammenstößen zwischen der indonesischen Armee und der Papua-Unabhängigkeitsbewegung an der Grenze zwischen Papua-Neuguinea und West-Papua werden sechs Armee-Angehörige und fünf Rebellen getötet. Die Kämpfe konzentrieren sich auf die Grenzstadt Wutung (Papua-Neuguinea) und dem Grenzübergang Batas. Nach unbestätigten Angaben sollen papuanische Kämpfer einen Hubschrauber abgeschossen haben, andere Berichte sprechen von einer zerstörten Brücke. Die indonesische Armee brennt zahlreiche Wohnhäuser in der Gegend ab und macht hunderte Menschen obdachlos. Zur selben Zeit wird in der Nähe einer Polizeistation in Biak eine Bombe gefunden und entschärft.[33]
- 15. April 2009: Bei einer Attacke gegen einen Polizeikonvoi in Tingginambut wird ein Mensch getötet sechs weitere verletzt. Die OPM wird dafür verantwortlich gemacht.[34]
- 11. Juli 2009: Ein Mitarbeiter der indonesischen Abteilung von Freeport-McMoRan Copper & Gold Inc.’s wird bei einer Attacke außerhalb des Minengeländes in Papua erschossen.[35]
- Juli 2009: OPM hissen die Flagge Westpapuas im Dorf Jugum. Danach werden mehr als 30 Häuser durch die Indonesische Armee angezündet.[36]
- 12. August 2009: Ein Konvoi von 16 Bussen für Mitarbeiter von Freeport-McMoRan Copper's wird aus dem Hinterhalt angegriffen. Zwei Menschen werden getötet und fünf verwundet.[37]
- 16. Dezember, 2009: Der Anführer der Organisation für ein freies Papua (OPM), Kelly Kwalik wird während einer Razzia in Timika erschossen.[38]
- 24. Januar 2010: Bei einem Rebellenüberfall auf einem Konvoi werden neun Menschen verletzt. Die OPM bestritt, dafür verantwortlich zu sein.[39]
- 1. März 2010: Die Australia West Papua Association in Sydney berichtet von einer Verschlechterung der Situation in West Papua. Seit letztem Juli hat es 14 Fälle von Schießereien um die Grasberg-Mine, die Kupfer- und Goldmine von Freeport gegeben. Durch diese Attacken sind mindestens drei Menschen ums Leben gekommen.[40]
- 23. März 2010: Rebellen attackieren einen Militärkonvoi der indonesischen Armee und verletzen dabei vermutlich einige Soldaten.[41]
- 14. Juni 2012: Indonesische Polizeikräfte erschießen bei einer versuchten Festnahme den Leiter des sezessionistischen West Papua National Committee (KNPB), Mako Tabuni, was in der papuanischen Provinzhauptstadt Jayapura zu schweren Unruhen führt.[42]
- 11. Mai 2013: Polizeibeamte töten drei und verletzen weitere Personen bei einer Demonstration in Sorong[43]
- 28. Mai 2013: Ein Militäreinsatz in einem Dorf in der Region Puncak Jaya endet in einem Massaker an über 40 Dorfbewohnern.[44]
- 18. Dezember 2015: Während eines Polizeieinsatzes im Dorf Wananpompi auf der Insel Yapen werden 2 Dorfbewohner erschossen und 8 weitere verletzt, 2 weitere Bewohner sterben an den Folgen von Folter durch Polizeibeamte.[45]
- 29. Oktober 2016: Während einer Demonstration in Manokwari gegen Polizeigewalt werden 10 Teilnehmer von der Polizei erschossen[46]
- 1. August 2017: Bei einer Demonstration wegen eines vermeidbaren Todesfalls durch unterlassene Hilfeleistung durch die Mitarbeiter eines lokalen Krankenhauses kommt es zu Zusammenstößen mit der Polizei. Dabei finden 17 Menschen den Tod.[47]
- 7. April 2018: Während einer Militäroperation im Bezirk Tembagapura werden ein Kirchenbesucher erschossen und drei weitere Besucher schwer verletzt.[48]
- 2. Dezember 2018: Bei einem Rebellenüberfall werden 31 Menschen getötet. Bei der darauffolgenden Offensive der Armee sterben eine unbekannte Anzahl von Menschen.[49]
- August/September 2019: Über mehrere Wochen kommt es wiederholt zu Demonstrationen und Ausschreitungen, bei denen die einheimische Bevölkerung die Unabhängigkeit von Indonesien fordert.[50] Nach offiziellen Angaben kommen zehn Personen ums Leben, darunter ein Soldat. Die indonesische Regierung entsendet 6000 zusätzliche Sicherheitskräfte in die Region. Eine Internetsperre wird verhängt.[51]
- 29. April 2021: Indonesien stuft die Organisasi Papua Merdeka (OPM) als terroristische Vereinigung ein.[52]
- 30. September 2022: Vier Menschen werden getötet, nachdem bewaffnete Rebellen in Westpapua in Indonesien, auf Zivilisten schossen.[53]
- 1. November 2022 wird die Leiche von Filep Karma am Strand in Jayapura aufgefunden.[54]